# Mur-de-Barrez
Mur-de-Barrez é uma comuna francesa na região administrativa de Occitânia, no departamento de Aveyron. Estende-se por uma área de 20,18 km². Em 2010 a comuna tinha 747 habitantes (densidade: 37 hab./km²).